# 吉橋鐸美
吉橋 鐸美（よしはし たくみ、1905年1月28日 - 没年不明）は日本の大蔵官僚。名古屋財務局理財部長、名古屋財務部長、東海財務局長（初代）、近畿財務局長、名古屋証券取引所理事長などを歴任。

## 来歴
愛知県出身。1929年12月に高等試験司法科に合格し、1930年10月には高等試験行政科に合格。関西大学法文学部法律学科卒業。1932年1月 大蔵省入省（専売局書記・大阪地方専売局）。1946年11月 銀行局監査課長。1947年9月 名古屋財務局理財部長。1949年6月1日 名古屋財務部長。1950年5月4日 東海財務局長。1952年3月1日 近畿財務局長。1953年11月2日 退官。同年11月 地方銀行協会常務理事。1958年7月 同協会専務理事。1968年10月 名古屋証券取引所理事長。

## 略歴
- 1932年1月：大蔵省入省（専売局書記・大阪地方専売局）。
- 1933年2月：幹部候補生・工兵第3大隊入官。
- 1933年11月：幹部候補生終末試験を合格。
- 1933年12月：退官。
- 1933年12月：専売局書記・大阪地方専売局。
- 1934年8月：専売局収納部。
- 1935年3月：陸軍工兵少尉。
- 1936年11月：専売局副参事・函館地方専売局。
- 1937年7月：充員召集・工兵第4隊小隊長（支那事変出征）。
- 1942年7月：召集解除。
- 1942年11月：専売局書記官。
- 1943年7月：中華民国出張（〜1943年12月）。
- 1944年4月：専売局塩脳部第二課長。
- 1944年7月：応召。
- 1944年10月：専売局長官官房。
- 1945年7月：召集解除。
- 1945年9月：専売局塩脳部第二課長。
- 1946年11月：銀行局監査課長。
- 1947年9月：名古屋財務局理財部長。
- 1949年6月1日：名古屋財務部長。
- 1950年5月4日：東海財務局長。
- 1952年3月1日：近畿財務局長。
- 1953年11月2日：退官。
- 1953年11月：地方銀行協会常務理事。
- 1958年7月：地方銀行協会専務理事。
- 1968年10月：名古屋証券取引所理事長。